# At A Loss Recordings
At A Loss (englisch für „Auf dem Schlauch stehen“ aber auch „verramschend“) ist ein US-amerikanisches Independent-Label.
At A Loss wurde 1995 in Crownsville, Maryland gegründet. Hauptsächlich verlegt At A Loss Recordings Metal-Bands aus den Doom-Substilen Sludge und Stoner Doom. Vereinzelt sind auch Vertreter des Grindcore (Burned Up Bled Dry) und Post-Metal (Minsk) vertreten.
Zu den bekanntesten Vertretern des Labels gehören Baroness, Kylesa, Dark Castle, Rwake und Monarch. Die Veröffentlichungen des Labels sind meist als CD und Schallplatte sowie Download verfügbar.

## Künstler (Auswahl)
- 16
- Burned Up Bled Dry
- Deadbird
- The Body
- Baroness
- Black Cobra
- Damad
- Dark Castle
- Kylesa
- Bruce Lamont
- Meatjack
- Minsk
- Monarch
- Rwake
- Sofa King Killer
- Stinking Lizaveta
- Swarm of the Lotus
- Unpersons